# Zuid-Spaanse schijftongkikker
De Zuid-Spaanse schijftongkikker, ook wel Discoglossus galganoi jeanneae is een kikker uit de familie Alytidae en de ondersoort van de Iberische schijftongkikker. De soort werd voor het eerst wetenschappelijk beschreven door Stephen Dana Busack in 1986.

## Uiterlijke kenmerken
De kleur is licht- tot donkerbruin met vele onregelmatige donkere vlekjes rond de wratachtige bultjes en een lichte bandering op de achterpoten in dezelfde kleur. Er zijn drie kleurvariaties, één vrij uniforme met kleine vlekjes, een met grotere licht omrande vlekken en de derde heeft drie lengtestrepen op de rug. De huidplooien of dorsolaterale lijsten zijn erg groot zodat de rug breed aandoet. Het lichaam is erg gedrongen en de kop stomp, breed en afgeplat. De pas in 1986 ontdekte soort werd lange tijd als ondersoort van de Iberische schijftongkikker (Discoglossus galganoi) gezien. Nog steeds is de opsplitsing naar een eigen soort niet onomstreden. De soorten lijken sprekend op elkaar en kunnen alleen op mitochondriaal niveau kunnen worden onderscheiden. De lichaamslengte is ongeveer zes centimeter.

## Algemeen
De Zuid-Spaanse schijftongkikker komt voor in het uiterste zuiden van Spanje van de Straat van Gibraltar tot het Morenagebergte. Het verspreidingsgebied loopt door Centraal-Spanje als een brede strook naar het noorden tot het westen van de Pyreneeën en de Atlantische kuststrook. De voortplanting is grotendeels hetzelfde als die van de Iberische schijftongkikker. Wat betreft de levensgewoonten, de soortendichtheid en ecologie van de soort is nog weinig onderzoek gedaan.